# New Japan Cup

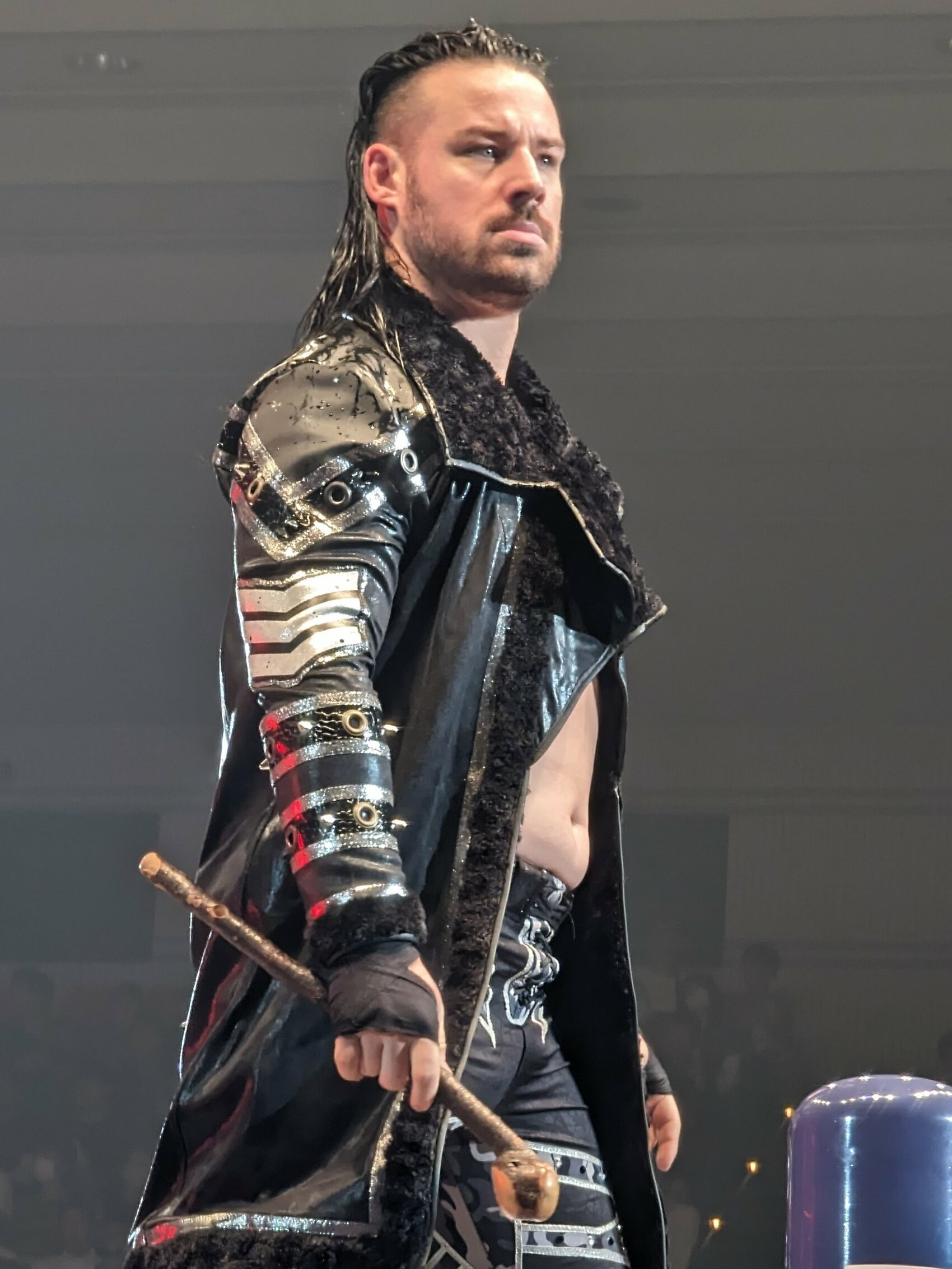
David Finlay, dernier vainqueur de la New Japan Cup.

La New Japan Cup (souvent abrégée NJC) est un tournoi annuel de catch professionnel organisé par la New Japan Pro Wrestling. Initialement prévu pour avoir lieu à chaque mois d'avril, le tournoi a été décalé au mois de mars à partir de l'édition de 2007.
Contrairement au G1 Climax (autre tournoi annuel de la NJPW) qui est un tournoi toutes rondes, la New Japan Cup est un tournoi à élimination directe. Depuis 2006, comme pour le G1, le vainqueur de la New Japan Cup remporte le droit à un match de championnat pour le IWGP Heavyweight Championship. En 2014, le vainqueur a pu choisir entre un match pour le IWGP Heavyweight Championship ou un match pour le IWGP Intercontinental Championship. L'année suivante, le vainqueur pouvait également choisir de participer à un match pour le NEVER Openweight Championship.
En 2019, le gagnant recevra un match de championnat  pour le IWGP Heavyweight Championship lors de l'événement "G1 Supercard" (coproduit par la Ring of Honor, une promotion américaine partenaire) au Madison Square Garden de New York le 6 avril.

## Résultats

### Liste des champions
| Année | Vainqueur             | Finaliste         | Match de championnat                                                                                      |
| ----- | --------------------- | ----------------- | --- |
| 2005  | Hiroshi Tanahashi     | Manabu Nakanishi  | N/A |
| 2006  | Giant Bernard         | Yūji Nagata       | Battu par Brock Lesnar pour le IWGP Heavyweight Championship                                              |
| 2007  | Yūji Nagata           | Togi Makabe       | Bat Hiroshi Tanahashi et remporte le IWGP Heavyweight Championship                                        |
| 2008  | Hiroshi Tanahashi (2) | Giant Bernard     | Battu par Shinsuke Nakamura pour le IWGP Heavyweight Championship à New Dimension                         |
| 2009  | Hirooki Goto          | Giant Bernard     | Battu par Hiroshi Tanahashi pour le IWGP Heavyweight Championship à Wrestling Dontaku 2009                |
| 2010  | Hirooki Goto (2)      | Togi Makabe       | Battu par Shinsuke Nakamura pour le IWGP Heavyweight Championship à Wrestling Dontaku 2010                |
| 2011  | Yūji Nagata (2)       | Shinsuke Nakamura | Battu par Hiroshi Tanahashi pour le IWGP Heavyweight Championship à New Dimension～Pray,Hope,Power～      |
| 2012  | Hirooki Goto (3)      | Hiroshi Tanahashi | Battu par Kazuchika Okada pour le IWGP Heavyweight Championship à Wrestling Dontaku 2012                  |
| 2013  | Kazuchika Okada       | Hirooki Goto      | Bat Hiroshi Tanahashi et remporte le IWGP Heavyweight Championship à Invasion Attack 2013                 |
| 2014  | Shinsuke Nakamura     | Bad Luck Fale     | Bat Hiroshi Tanahashi et remporte le IWGP Intercontinental Championship à Invasion Attack 2014            |
| 2015  | Kōta Ibushi           | Hirooki Goto      | Battu par A.J. Styles pour le IWGP Heavyweight Championship à Invasion Attack 2015                        |
| 2016  | Tetsuya Naitō         | Hirooki Goto      | Bat Kazuchika Okada et remporte le IWGP Heavyweight Championship à Invasion Attack 2016                   |
| 2017  | Katsuyori Shibata     | Bad Luck Fale     | Battu par Kazuchika Okada pour le IWGP Heavyweight Championship à Sakura Genesis 2017                     |
| 2018  | Zack Sabre, Jr.       | Hiroshi Tanahashi | Battu par Kazuchika Okada pour le IWGP Heavyweight Championship à Sakura Genesis 2018.                    |
| 2019  | Kazuchika Okada (2)   | Sanada            | Bat Jay White et remporte le IWGP Heavyweight Championship à G1 Supercard.                                |
| 2020  | Evil                  | Kazuchika Okada   | Bat Tetsuya Naitō et remporte le IWGP Heavyweight Championship à Dominion in Osaka-jo Hall.               |
| 2021  | Will Ospreay          | Shingo Takagi     | Bat Kōta Ibushi et remporte le IWGP World Heavyweight Championship à Sakura Genesis 2021,.                |
| 2022  | Zack Sabre Jr.        | Tetsuya Naito     | Battu par Kazuchika Okada et ne remporte pas le IWGP World Heavyweight Championship à Hyper Battle '22.   |
| 2023  | Sanada                | David Finlay      | Bat Kazuchika Okada et remporte le IWGP World Heavyweight Championship à Sakura Genesis 2023.             |
| 2024  | Yota Tsuji            | Hirooki Gotō      | Battu par Tetsuya Naitō et ne remporte pas le IWGP World Heavyweight Championship à Sakura Genesis 2024,. |
| 2025  | David Finlay          | Shota Umino       | Battu par Hirooki Gotō et ne remporte pas le IWGP World Heavyweight Championship à Sakura Genesis 2025,.  |